# Арена ду Футуру
«Арена ду Футуру» (порт. Arena do Futuro, англ. Future Arena) — временное спортивное сооружение в Рио-де-Жанейро (Бразилия), построенное для проведения соревнований Олимпийских и Паралимпийских игр 2016 года. Было расположено в Олимпийском парке в районе Барра-да-Тижука рядом с другими олимпийскими спортивными объектами. Комплекс принимал гандбольный олимпийский турнир и соревнования по голболу в рамках летней Паралимпиады.
Строительство началось в 2009 году, завершено в 2016 году. После Игр «Арена ду Футуру» должна была быть разобрана и использована для постройки четырёх школ на 500 человек каждая, однако в 2017 году от этих планов отказались.
Рядом с «Ареной ду Футуру» также расположена «Арена Кариока» (порт. Arena Carioca), выполненная в другом архитектурном стиле.